# 筋肉少女帯 ナゴムコレクション
『筋肉少女帯 ナゴムコレクション』（きんにくしょうじょたい ナゴムコレクション）は、筋肉少女帯のインディーズ時代の曲を収録したベスト・アルバム。

## 概要
筋肉少女帯がインディーズ時代に録音し、ナゴムレコードから販売された楽曲を基本的にすべて網羅しているが、アルバム『ノゾミ・カナエ・タマエ』収録の「ドリフター」のみはメンバーの大槻ケンヂと内田雄一郎、同レーベルの主宰者ケラの判断により収められていない。その他、未発表のデモテイクやライブ音源を多数収録している。
「若気の至りでは済ますことのできない、'80s狂人集団の凄まじすぎる記録！」（大槻ケンヂ）

## 収録曲
1. 釈迦〜とろろの脳髄
（作詞：おーつきモヨコ / 作曲：モヨコ, ユウ）
2. マタンゴ
（作詞：おーつきモヨコ / 作曲：筋肉少女帯）
3. いくぢなし
（作詞：おーつきモヨコ / 作曲：DOTECHINS & 筋肉少女帯）
4. ララミー
（作詞：おーつきモヨコ / 作曲：モヨコ, ユウ）
5. 高木ブー伝説
（作詞, 作曲:大槻ケンヂ）
6. から笑う孤島の鬼
（作詞：大槻ケンヂ / 作曲：内田雄一郎）
7. 最期の遠足
（作詞：大槻モヨコ / 作曲：ユウ）
8. 外道節
（作詞：大槻モヨコ / 作曲：筋肉少女帯）
9. 猿の左手 象牙の塔
（作詞：大槻モヨコ / 作曲：三柴江戸蔵）
10. オレンヂ・ペニス
（作詞：おーつきもよ子, なおと/ 作曲：なおと）
11. 肉の王者
（作詞, 作曲：不詳）
12. 釈迦
（作詞：おーつきもよ子 / 作曲：おーつきもよ子, ユウ）
13. ノーマンベイツ
（作詞, 作曲:大槻ケンヂ）
Demo, 1987年収録
14. いくじなし
（作詞：おーつきモヨコ / 作曲：DOTECHINS & 筋肉少女帯）
Live, 1987年収録
15. また会えたらいいね
（作詞：おーつきもよ子, なおと / 作曲：大槻ケンヂ）
Live, 1987年収録
16. さよならまねき猫
（作詞：ケラ / 作曲：ナオト）
Live, 1987年収録
17. パヤパヤ
（作詞：大槻ケンヂ / 作曲：内田雄一郎）
Live, 1985年収録
18. オレンジペニス
（作詞：おーつきもよ子, なおと/ 作曲：なおと）
Live, 1983年収録
19. うろこの顔
（作詞, 作曲：不詳）
Live, 1982年収録
20. 肉の王者
（作詞, 作曲：不詳）
Demo, 1982年収録